# كيث رولي
كيث كريستوفر رولي ((بالإنجليزية: Keith Christopher Rowley)‏، ولد في يوم 24 أكتوبر 1949) هو سياسي ترينيدادي، شغل منصب رئيس وزراء ترينيداد وتوباغو السابع من سبتمبر 2015 إلى عام 2025. وقد قاد الحركة الوطنية الشعبية (PNM) منذ مايو 2010 وكان زعيم المعارضة من عام 2010 إلى عام 2015. كما شغل منصب عضو مجلس النواب عن دييغو مارتن ويست منذ عام 1991. بعد إكمال دراسته في الثانوية، إختص بدراسة الجيولوجيا في جامعة الهند الغربية، أنتخب كعضو في البرلمان في سنة 1987 وفي سنة 1990 أصبح وزير الزراعة وثم وزير للتخطيط وفي 2010 تزعم حزب الشعب القومي الترينيدادي وبعد فوز الحزب في انتخابات 2015 أصبح رئيس وزراء البلاد، هو متزوج وهو أب لولدين وإبنتين.